# Abraxas iochalca
Abraxas iochalca là một loài bướm đêm trong họ Geometridae.